# Reactorcentrum in Petten
Het reactorcentrum in Petten is een nucleaire faciliteit nabij Petten (Noord-Holland) die onder meer een kleine kernreactor huisvest voor de productie van radionucliden (radio-isotopen) voor medisch gebruik. Naast deze hogefluxreactor was tot 2012 nog een kleinere lagefluxreactor in gebruik voor opleidingsdoeleinden en materiaalonderzoek. Sinds ongeveer 2010 zijn er plannen voor de bouw van een nieuwe reactor, Pallas, uitsluitend voor de productie van medische isotopen.

## Reactoren
Op het terrein van het Gemeenschappelijk Centrum voor Onderzoek van de Europese Commissie, staat de hogefluxreactor. De hogefluxreactor is eigendom van de Europese Commissie. De hogefluxreactor wordt bedreven door NRG.
De lagefluxreactor was sinds 1960 in gebruik en de hogefluxreactor sinds 1961. De lagefluxreactor is ontmanteld en verwijderd. Het thermisch vermogen van de hogefluxreactor (HFR) is 45 MW, dat van de lagefluxreactor (LFR) was 30 kW, vergelijkbaar met een cv-installatie. In de hogefluxreactor worden onder meer radioactieve isotopen geproduceerd, die na chemische bewerkingen in een speciale productiefaciliteit in Petten, aan ziekenhuizen worden geleverd voor diagnostiek en voor de bestrijding van kanker (radiotherapie). De reactor in Petten produceert een derde van de medische isotopen wereldwijd. De medische activiteiten gebruiken ongeveer de helft van de capaciteit van de HFR. De andere helft wordt gebruikt voor onderzoek. Dit onderzoek betreft tegenwoordig onder meer het gedrag van materialen onder invloed van ioniserende straling, wat van belang is voor de veiligheid en betrouwbaarheid van nucleaire installaties.
De lagefluxreactor werd gebruikt voor opleidings- en trainingsdoeleinden, en voor materiaalkundig onderzoek. Per december 2010 zijn de bedrijfsactiviteiten van de LFR gestopt. Het besluit van NRG om de bedrijfsvoering van de LFR te beëindigen is genomen na een bedrijfseconomische evaluatie van het gebruik van deze installatie. Vanwege een lage gebruiksfrequentie werden de investeringen die gemaakt zouden moeten worden voor de conversie van hoogverrijkt uranium (highly enriched uranium, HEU) naar laagverrijkt uranium (low-enriched uranium, LEU) niet rendabel geacht. Het aanbrengen van de benodigde aanpassingen aan de LFR wordt dan ook niet meer overwogen. In 2018 is de LFR geheel ontmanteld en is het terrein opgeleverd als groene weide. Er is een film van de ontmanteling van de LFR gemaakt.

## Hoogverrijkt uranium
Tot en met 2005 gebruikte de hogefluxreactor hoogverrijkt uranium als brandstof, met ongeveer 90% splijtbaar uranium-235. Deze brandstof is in principe geschikt om er kernwapens van te maken en vergroot daarom het risico op proliferatie van kernwapens. In 2005 en 2006 is de reactor daarom overgeschakeld op het gebruik van laagverrijkt uranium (minder dan 20% uranium-235) als brandstof. Vanaf mei 2006 gebruikt de reactor alleen nog laagverrijkt uranium. Wel wordt naar verwachting tot in 2016 nog hoogverrijkt uranium gebruikt in de targets die worden ingezet bij de productie van medische isotopen.

## Nieuwbouw
Omdat de huidige reactor aan het eind van zijn levensduur zit, zijn er plannen voor nieuwbouw. Deze reactor, PALLAS genaamd, had de hogefluxreactor in 2020 moeten vervangen. De kosten voor nieuwbouw zijn geschat op 500 miljoen euro. In 2011 werd bekend dat de aanbesteding vertraging heeft opgelopen, omdat de regering nog geen besluit heeft genomen en de financiering nog niet rond was.
Op 20 januari 2012 besloten het kabinet en de provincie Noord-Holland om samen 80 miljoen euro uit te trekken voor de nieuwe PALLAS-reactor. Dit geld is bedoeld voor het ontwerp, de aanbesteding en vergunningprocedure. De kosten voor de bouw en exploitatie moeten door marktpartijen worden gedragen.
Medio mei 2014 vroeg NRG, het bedrijf dat de reactor exploiteert, een overbruggingskrediet aan bij het ministerie van Economische Zaken, vanwege de in de voorgaande jaren geleden verliezen. Daarnaast werd er onderhandeld met de banken over de naar schatting 80 miljoen euro, nodig voor het komende onderhoud van de vijftig jaar oude reactor.
Begin juli 2019 maakte Bruno Bruins, de verantwoordelijk minister voor de bouw van de reactor, bekend dat het kabinet financiers had gevonden voor de nieuwe isotopenreactor. De kosten voor de bouw van de nieuwe Pallas-reactor werden geschat op 600 tot 800 miljoen euro. In 2025 verwacht men de reactor in gebruik te kunnen nemen.

## Incidenten
Op 16 november 2001 viel de netstroom uit en bleek het back-upsysteem voor de stroomvoorziening van de koeling niet te werken. Na vier minuten was de stroomvoorziening hersteld. Volgens Frans Saris, oud-directeur van ECN, zou er een kernsmelting (meltdown) hebben plaatsgevonden als de stroomstoring langer had geduurd. Volgens een verslag uit 2002 van de Kernfysische Dienst (KFD) van het Ministerie van VROM is er "geen sprake geweest van een onveilige situatie" en was onder andere de "dieselnoodkoelpomp volledig beschikbaar". De KFD heeft het incident destijds ingeschaald op INES-niveau 1, wat als een 'onregelmatigheid' omschreven wordt in een schaal van 0 ('afwijking') tot 7 ('grote ramp').
In 2002 werd de hogefluxreactor enige weken stilgelegd na ontdekking van een scheurindicatie en problemen rond de veiligheidscultuur binnen het bedrijf. Na uitgebreid onderzoek en nadat een reeks van aanvullende maatregelen was aangekondigd, werd de reactor weer in bedrijf genomen.
In de zomer van 2008 waren er scheurtjes in het primaire koelsysteem van de HFR waardoor de reactor niet op planning kon worden opgestart. Daardoor konden minder radioactieve isotopen worden geleverd. Na een uitgebreide reparatie werd op 12 februari 2009 de reactor weer opgestart.
In 2009 was er een INES-1 incident, ditmaal met betrekking tot een niet goed vergrendelde sluitligger in de hogefluxreactor.
Na een geplande onderhoudsstop in november 2012 bleef de reactor langere tijd uitgeschakeld nadat een 'abnormaliteit' in het koelwatersysteem was vastgesteld. In juni 2013 werd de reactor weer in gebruik genomen na aanpassingen en uitbreidingen van het koelsysteem.
17 oktober 2014 werd door de Nederlandse regering een lening van 82 miljoen euro aan ECN en het dochterbedrijf NRG verstrekt om de verouderde reactor voor medische isotopen nog voor een periode van 10 jaar open te kunnen houden.
Een dag later bleek dat er al jaren grote problemen waren met de veiligheidscultuur bij de reactor, dat de sluiting van de reactor in 2014 van bovenaf was opgelegd en werd ook bekend, dat er personeelsleden waren ontslagen om een cultuuromslag te bewerkstelligen.
In januari 2022 was er een lekkage in een waterleiding voor testfaciliteiten aan de buitenzijde van de reactorkern van de HFR, waardoor de reactor niet kon worden opgestart. Daardoor konden geen radioactieve isotopen worden geleverd. Na een reparatie werd op 17 maart 2022 de reactor weer opgestart.